# NGC 94
NGC 94 (również PGC 1423) – galaktyka soczewkowata (S0), znajdująca się w gwiazdozbiorze Andromedy. Odkrył ją Guillaume Bigourdan 14 listopada 1884 roku. Tworzy parę z sąsiednią galaktyką PGC 1670567.